# اجو
اجو (به فرانسوی: Ajou) یک کمون در فرانسه است که در Canton of Beaumesnil واقع شده‌است.

## خصوصیات
اجو ۹٫۸۳ کیلومترمربع مساحت و ۲۴۴ نفر جمعیت دارد و ۱۴۴ متر بالاتر از سطح دریا واقع شده‌است.